# Quercusia inframaculata
Quercusia inframaculata är en fjärilsart som beskrevs av Barend J. Lempke 1955. Quercusia inframaculata ingår i släktet Quercusia och familjen juvelvingar. Inga underarter finns listade.